# Classe Västergötland
Pour les articles homonymes, voir Västergötland (homonymie).
La classe Västergötland, du nom d'une province historique suédoise, ou A17 est une classe de sous-marins suédois de 2e génération à propulsion diesel-électrique, produits par Kockums. Ils succèdent à la classe Sjöormen. 2 des 4 classe Västergötland Mont été modernisés en sous-marins anaérobies et ont été renommés classe Södermanland (A17S).
Les deux autres ont été renommés classe Archer pour la marine de Singapour. Lancés à l’origine sous les noms de HMS Hälsingland et HMS Västergötland en 1986 et 1987, les deux sous-marins de classe Västergötland ont été vendus à Singapour en novembre 2005 et relancés en juin 2009 et octobre 2010 respectivement, après une modernisation approfondie par Kockums, qui comprenait un carénage aux normes de la classe Södermanland, l’insertion d’une nouvelle section de coque avec un système de propulsion indépendant de l'air et une climatisation supplémentaire pour une utilisation dans les eaux tropicales.

## Historique

### Classe Archer
À partir de 2000, les HMS Västergötland et HMS Hälsingland sont refondus pour une valeur de 600 millions de couronnes suédoises,.
Le 4 novembre 2005, Kockums signe un contrat pour la fourniture de deux sous-marins de classe Archer (anciennement classe Västergötland) à la marine de Singapour estimé à 128 millions de dollars avec le ministère de la défense singapourien,.
Âgés de plus de 20 ans et auparavant en réserve de la marine royale suédoise, l'industriel rachète les Västergötland et Hälsingland à la marine royale suédoise, les « tropicalise » (installation de l'air climatisé, nouvelle peinture anti-corrosion, etc), y adjoint un système AIP Stirling avant de les livrer à la marine de Singapour courant 2010. Le RSS Archer a été lancé le 16 juin 2009. Le RSS Archer a subi des essais en mer après son lancement et il est maintenant opérationnel. Le deuxième sous-marin, le RSS Swordsman, a été lancé le 20 octobre 2010. Les sous-marins de la classe Archer sont entrés en service en 2013 et ont remplacé les RSS Challenger et RSS Centurion de classe Challenger qui ont été retirés du service en 2015.

### Classe Södermanland
Ces deux sous-marins, initialement lancés en 1987 et 1990, ont été relancés en tant que nouvelle classe après une modernisation approfondie en 2003 et 2004 par Kockums AB. La coque sous pression avait été coupée en deux après le kiosque et une nouvelle section de 12 mètres de long, avec un système de propulsion indépendant de l'air, a été insérée. Elle contient deux moteurs Stirling qui sont couplés à des générateurs électriques et chauffés en brûlant du carburant gazole avec de l’oxygène liquide stocké dans des réservoirs cryogéniques. Le système AIP peut fournir de l’énergie électrique pour prolonger le temps d’immersion du sous-marin de quelques jours à plusieurs semaines.
La classe Södermanland devait rester en service jusqu’en 2019-2020, date à laquelle elle devait être remplacée par les futurs sous-marins de la classe Blekinge.

## Caractéristiques

### Classe Archer
Les sous-marins de classe Archer ont été conçus et construits par Kockums AB en tant que sous-marins à simple coque et à double compartiment étanche, optimisés pour réduire le bruit et la signature magnétique. Les deux compartiments étanches à la pression améliorent également la sécurité et la capacité de survie de l’équipage. Les sous-marins ont été conçus pour opérer dans les eaux peu profondes de la mer Baltique et sont donc également optimisés pour fonctionner dans les eaux de Singapour, qui ont des profils de profondeur similaires. Les sous-marins de classe Archer sont également équipés de moteurs Stirling AIP. Cela permet aux sous-marins d’avoir une endurance plus longue en immersion et une signature sonore plus faible, améliorant ainsi la furtivité des sous-marins. Le système sonar de technologie avancé permet aux sous-marins de détecter les contacts à une distance plus éloignée, tandis que le système de torpilles a une meilleure capacité d’acquisition de cibles, ce qui permet aux sous-marins d’engager des contacts à plus longue portée.

## Pays utilisateurs
| Pays                   | Nom du navire                        | Pose de la quille | Lancé           | Commissionné     | Refonte                                                                                    | Statut                    |
| ---------------------- | ------------------------------------ | ----------------- | --------------- | ---------------- | ------------------------------------------------------------------------------------------ | ------------------------- |
| Marine de Singapour    | RSS Swordsman (ex HMS Västergötland) | 10 janvier 1983   | 19 juillet 1986 | 27 novembre 1987 | Modernisés en 2009-2010 en la sous-classe Archer pour le compte de la Marine de Singapour. | En service actif en 2022. |
| Marine de Singapour    | RSS Archer (ex HMS Hälsingland)      | 1er janvier 1984  | 31 août 1987    | 20 octobre 1988  | Modernisés en 2009-2010 en la sous-classe Archer pour le compte de la Marine de Singapour. | En service actif en 2022. |
| Marine royale suédoise | HMS Södermanland                     | 1985              | 12 avril 1988   | 21 avril 1989    | Modernisés en 2003–2004 en la sous-classe Södermanland.                                    | En service actif en 2022. |
| Marine royale suédoise | HMS Östergötland                     | 1986              | 9 décembre 1988 | 1989             | Modernisés en 2003–2004 en la sous-classe Södermanland.                                    | Mis en réserve en 2021.   |